# 彼得·穆蘭
彼得·穆蘭（英語：Peter Mullan，1959年11月2日—），是一位蘇格蘭演員，因出演《哈利波特》電影系列的牙克厲、《末代浩劫》中的悉得以及《迷幻列車》中的史汪尼而知名，並曾憑《我的名字是喬》一劇獲得康城影展最佳男演員獎。 

## 外部連結
- 彼得·穆蘭在互联网电影资料库（IMDb）上的資料（英文）